# 노경태 (축구인)
노경태(한국 한자: 盧炅兌, 1986년 9월 20일 ~ )는 대한민국의 전직 축구 선수로 포지션은 수비수이다. 2008년 11월 18일에 우선지명 선수 16명 중의 하나로 지명되어 강원 FC에 입단하였다.

## 선수 경력
노경태는 2009 시즌에 강원 FC에 입단하면서 프로에 데뷔하였다. 그의 첫 경기는 2009년 4월 8일에 펼쳐진 대구 FC와의 리그컵 경기였다.

## 클럽 통계
2009년 11월 1일 기준
| 클럽     | 클럽     | 클럽     | 리그 | 리그 | 컵            | 컵            | 리그컵 | 리그컵 | 총계 | 총계 |
| 시즌     | 클럽     | 리그     | 출장 | 득점 | 출장          | 득점          | 출장   | 득점   | 출장 | 득점 |
| 대한민국 | 대한민국 | 대한민국 | 리그 | 리그 | 대한민국 FA컵 | 대한민국 FA컵 | 리그컵 | 리그컵 | 합계 | 합계 |
| -------- | -------- | -------- | ---- | ---- | ------------- | ------------- | ------ | ------ | ---- | ---- |
| 2009     | 강원 FC  | K-리그   | 5    | 0    | 0             | 0             | 2      | 0      | 7    | 0    |
| 총 계    | 총 계    | 총 계    | 5    | 0    | 0             | 0             | 2      | 0      | 7    | 0    |

## 수상

### 팀
전주대학교
- 전국체육대회 대학부 준우승 1회 (2008)
- 전국춘계대학축구연맹전 준우승 1회 (2008)